# Bobrůvka (rivière)
Pour les articles homonymes, voir Bobrůvka.
La Bobrůvka est une rivière de la Tchéquie longue de 54,5 km. Elle est un affluent de la Loučka et donc un sous-affluent du Danube.